# إي. جي. فلانغن
إي. جي. فلانغن هو مربي ماشية وسياسي أمريكي، ولد في 1883، وتوفي في 10 يوليو 1957. نشط حزبياً في الحزب الجمهوري. وقد انتخب عضو مجلس ولاية واشنطن ‏.